# Osbeckia rubicunda
Osbeckia rubicunda är en tvåhjärtbladig växtart som beskrevs av George Arnott Walker Arnott. Osbeckia rubicunda ingår i släktet Osbeckia och familjen Melastomataceae. Utöver nominatformen finns också underarten O. r. hakgalana.